# A Farsa do Balão

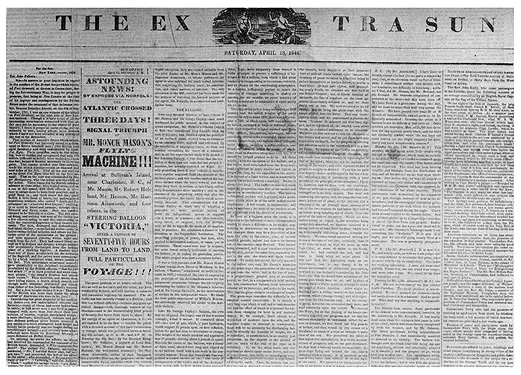
Edição do jornal The Sun de 13 de abril de 1844

"A Farsa do Balão" é o título dado a um artigo de jornal escrito pelo autor americano Edgar Allan Poe, publicado pela primeira vez em 1844 no jornal The Sun, de Nova York. O artigo detalhava a suposta viagem do europeu Monck Mason, que teria atravessado o Oceano Atlântico em apenas três dias, a bordo de um balão a gás. Posteriormente, descobriu-se que a história se tratava de uma farsa, e o jornal se retratou dois dias depois.

## Visão geral
A história conhecida como "A Farsa do Balão" foi publicada pela primeira vez no jornal The Sun, de Nova York. O artigo apresentava um relato detalhado e convincente de uma viagem de balão de ar quente realizada pelo balonista europeu Monck Mason pelo Oceano Atlântico, que teria durado 75 horas, além de um diagrama e especificações da aeronave.
É possível que Poe tenha se inspirado, pelo menos em parte, por uma outra história falsa, conhecida como "A Grande Farsa da Lua", que havia sido publicada no mesmo jornal em 1835. Um dos suspeitos de ter escrito a história falsa, Richard Adams Locke, era o editor de Poe na época em que "A Farsa do Balão" foi publicada. Poe havia reclamado por uma década que o jornal e Locke haviam plagiado a obra "Hans Pfaall - Uma Aventura Sem Paralelo", uma das histórias de menor sucesso de Poe, a qual continha habitantes semelhantes da Lua. Poe acreditava que o Sun havia lucrado imensamente com sua história, porém sem lhe dar um centavo sequer. A raiva de Poe em relação ao The Sun é narrada no livro The Sun and the Moon, de Matthew Goodman, escrito em 2008.

## Histórico de publicações

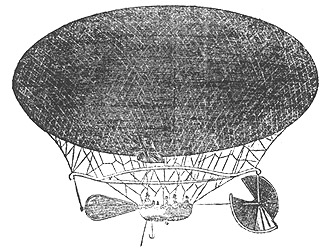
Ilustração do The Victoria, que acompanhou o artigo

A história foi inicialmente publicada em 13 de abril de 1844 pelo jornal New York Sun.  A manchete era:
UMA NOTÍCIA INACREDITÁVEL!
POR EXPRESSO VIA NORFOLK:
O ATLÂNTICO FOI ATRAVESSADO EM TRÊS DIAS!
É O SINAL DE TRIUNFO DA MÁQUINA VOADORA DO
SENHOR MONCK MASON!!!
Chegada à Ilha de Sullivan,,perto de Charlestown, S.C., dos senhores Mason, Robert Holterra, Henson, Harrison Ainsworth e mais quatro, a bordo do BALÃO "VICTORIA",
APÓS UMA PASSAGEM DE SETENTA E CINCO HORAS
DE TERRA A TERRA.
DETALHES COMPLETOS DA VIAGEM!!!
Uma retratação referente a esse artigo foi publicada pelo The Sun em 15 de abril de 1844:
 
BALÃO - As cartas vindas do Sul no último sábado não confirmaram a chegada do balão vindo da Inglaterra. Os detalhes foram narrados na nossa edição Extra, mas acreditamos se tratar de informações errôneas. As descrições do balão e da viagem foram escritas com minúcia e habilidade, de modo a dar credibilidade à história, e foram lidas com entusiasmo e satisfação. Não acreditamos, de forma alguma, que tal projeto seja impossível. 

## Recepção da crítica e significado
O próprio Poe descreveu o entusiasmo causado por sua história e narra que o prédio do Sun foi "sitiado" por pessoas que queriam uma cópia do jornal: “Nunca havia testemunhado tamanho entusiasmo para se apossar de um jornal”, escreveu ele.  O impacto da história reflete a paixão pelo progresso daquela época.  Poe acrescentou elementos realistas à história sobre o design e o sistema de propulsão do balão. A menção de pessoas reais, incluindo William Harrison Ainsworth, também deu credibilidade à história. Monck Mason não era uma pessoa real, embora o personagem tenha sido fortemente inspirado em Thomas Monck Mason. Além disso, a história foi visivelmente influenciada por um livro de Mason, Account of the Late Aeronautical Expedition from London to Weilburg, de 1836.
"A Farsa do Balão" pode ser entendida como um dos "contos de raciocínio" de Poe (como " Os assassinatos na rua Morgue ") às avessas: em vez de desmontar as partes da história para resolver um problema, Poe cria ficção para fazê-la parecer verdadeira.  A história também contém elementos de ficção científica, em resposta à tecnologia emergente dos balões de ar quente. 
A história pode ter sido uma das inspirações de Júlio Verne para escrever A Volta ao Mundo em Oitenta Dias . Como apontou o especialista William Butcher, Verne foi um dos primeiros admiradores de Poe, e seu romance Cinq semaines en ballon (Cinco semanas em um balão) foi publicado cerca de um ano depois de seu livro de não ficção Edgar Poe et ses œuvres (Edgar Allan Poe e suas obras). Há, inclusive, um personagem que menciona a história de Poe no livro Da Terra à Lua. Além disso, é possível que a obra de Poe, publicada na França como Histoires extraordinaires ("Histórias extraordinárias"), tenha sido uma das influências para as Voyages extraordinaires ("Jornadas extraordinárias") de Verne.

## Voos transoceânicos reais em aeróstatos
O primeiro voo em um aeróstato a transportar pessoas e cruzar o Atlântico ocorreu em 1919. Foi realizado por um dirigível britânico R-34, uma cópia do alemão L-33, que havia caído na Grã-Bretanha durante a Primeira Guerra Mundial. O voo, de mais de 5700 quilômetros, foi da Grã-Bretanha até Nova York e levou 108 horas e 12 minutos.
O primeiro balão sem motor a cruzar o Oceano Atlântico transportando pessoas foi o Double Eagle II, de 11 a 17 de agosto de 1978. Além disso, houve uma travessia sobre o Oceano Pacífico em três dias por "balões de fogo" japoneses não tripulados, chamados Fu-Go, em 1944, exatamente 100 anos depois da história de Poe ser publicada.